# NGC 5746
NGC 5746 este o edge-on galaxy⁠(d) situată în constelația Fecioara. A fost descoperită în 24 februarie 1786 de către William Herschel. Se află la o distanță de 30,48 de megaparseci de Pământ.